# Gustul apocalipsei
„Gustul apocalipsei” („A Taste of Armageddon”) este un episod din Star Trek: Seria originală care a avut premiera la 23 februarie 1967.

## Prezentare
Pe Eminiar VII, nava Enterprise găsește o civilizație în stare de război cu planeta vecină. Deoarece nu detectează niciun semn de conflict pe orbită, căpitanul Kirk merge cu un detașament de debarcare pe planetă, unde descoperă că întregul război este dus pe calculator. Deși războiul este simulat, cetățenii care sunt înscriși ca victime virtuale continuă să se prezinte la cabine de exterminare pentru a fi uciși în realitate. După ce Enterprise este distrusă într-un atac simulat, Kirk trebuie să lupte pentru a-și salva echipajul de la moarte.